# Pleustidae
Pleustidae é uma família de anfípodes pertencentes à ordem Amphipoda.

## Géneros
Géneros:
- Anomalosymtes Hendrycks & Bousfield, 2004
- Arctopleustes Gurjanova, 1972
- Atylopsis Stebbing, 1888